# جان وال
جان أندريه وال (25 مايو 1888 - 19 يونيو 1974) فيلسوف فرنسي.

## بداية حياته المهنية
تلقى وال تعليمه في المدرسة العليا للأساتذة. كان أستاذًا في جامعة السوربون منذ عام 1936 وحتى عام 1967، والتي دمرتها الحرب العالمية الثانية. كان في الولايات المتحدة منذ عام 1942 وحتى عام 1945، بعد اعتقاله لأنه يهودي في معسكر اعتقال درانسي (شمال شرق باريس) ثم هرب.
بدأ حياته المهنية من أتباع هنري برجسون والفلاسفة التعدديين الأمريكيين ويليام جيمس وخورخي سانتايانا. يُعرف بأنه أحد الذين قدموا الفكر الهيغلي في فرنسا في ثلاثينيات القرن العشرين (نُشر كتابه عن هيغل في عام 1929)، قبل محاضرات أليكساندر كوجيف الأكثر شهرة. كان أيضًا نصيرًا للفكر الفرنسي للوجودي الدنماركي البدائي سورين كيركغور. كان هذا الإلهام، الذي أصبح في كتابين مهمين: سوء الضمير في فلسفة هيغل (1929) ودراسات كيركغورية (1938)، مثيرًا للجدل، في المناخ الفكري السائد. ومع ذلك، فقد أثر على عدد من المفكرين الرئيسيين من بينهم جيل دولوز، وإيمانويل ليفيناس، وجان بول سارتر. كتب جان وال في العدد الثاني من مجلة أسيفال، مراجعة جورج باطاي، مقالًا بعنوان «نيتشه وموت الله»، يتعلق بتفسير كارل ياسبرز لهذا العمل. أصبح معروفًا بأنه فيلسوف مناهض للمنهجية، لصالح الابتكار الفلسفي والمادي.

## في المنفى
أثناء وجوده في الولايات المتحدة الأمريكية، أسس وال مع جوستاف كوهين وبدعم من مؤسسة روكفيلر «جامعة في المنفى»، المدرسة الحرة للدراسات العليا، في مدينة نيويورك. لاحقًا، في كلية ماونت هوليوك عندما كان يشغل منصبًا، أنشأ عقودًامن ماونت هوليوك، المعروف أيضًا باسم بونتيني إيزو أمريكا، على غرار الاجتماعات التي عُقدت منذ 1910 وحتى 1939 من قبل الفيلسوف الفرنسي بول ديجاردان (22 نوفمبر 1859 - 13 مارس 1940) في موقع دير بونتيني السيسترسي في برغونية. نجح هؤلاء في جمع المثقفين الفرنسيين في المنفى في زمن الحرب، ودرسوا اللغة الإنجليزية ظاهريًا، مع الأمريكيين بما في ذلك ماريان مور، والاس ستيفنز، وروجر سيشنز. ترجم وال، وهو شاعر نُشرت له بعض الأعمال، قصائد ستيفنز إلى الفرنسية. كان أيضًا قارئًا متعطشًا للرباعيات الأربع وفكر في نشر تفنيد شعري للقصيدة. (انظر على سبيل المثال كتابه «في قراءة الرباعيات الأربع»).

## ما بعد الحرب العالمية الثانية
في فترة ما بعد الحرب في فرنسا، كان وال شخصية مهمة بصفته مدرسًا ومحررًا للمجلات العلمية. في عام 1946 أسس الكلية الفلسفية، وهي مركز مؤثر للمثقفين غير الملتزمين، بديلًا لجامعة السوربون. ابتداءً من عام 1950، ترأس مجلة دي موتفيزيك أو دي مورال.
ترجم وال الفرضية الثانية لبارمنيدس لأفلاطون «هناك واحد»، واعتمد جاك لاكان ترجمته كنقطة مركزية في التحليل النفسي، كنوع من السوابق في خطاب بارمينيدس التحليلي. هذه هي الجملة الوجودية في خطاب التحليل النفسي عند لاكان، والجملة السلبية هي لا توجد علاقة جنسية.

## وال في الأدب
في عام 2021، نشرت مطبعة أنجلبكو رواية دبليو. سي. هاكيت خارج البوابات، استنادًا إلى القصة الحقيقية لإطلاق سراح وال من معسكر اعتقال درانسي. الراوي في الرواية هو وال نفسه، الذي يروي بدلًا من ذلك ما يختبره ويتأمل فلسفيًا في وضعه في الحياة ومعاناته ومعاناة الآخرين في الحرب، وفي ما إذا كان هناك إله أم لا. هاكيت، وهو نفسه فيلسوف محترف، نسج ببراعة في السرد لطلاب وزملاء وال السابقين.